# Kenneth Budden
Kenneth George Budden FRS (Portsmouth, 23 de junho de 1915 — 4 de setembro de 2005) foi um físico britânico.